# تروث سوشال
تروث سوشال (به انگلیسی Truth Social) یک پلتفرم رسانه اجتماعی است که توسط گروه رسانه و فناوری ترامپ، متعلق به دونالد ترامپ، راه‌اندازی شده است. این پلتفرم که به عنوان یک «کلون توییتر» شناخته می‌شود، در تلاش است تا جایگزینی برای توییتر و فیس‌بوک باشد و از بک‌اند ماستادون استفاده می‌کند.
این سرویس در ۲۱ فوریه ۲۰۲۲ راه‌اندازی شد. از اواسط سال ۲۰۲۲، تروث سوشال با چالش‌های مالی و نظارتی روبرو بوده است. در ابتدا به دلیل نقض سیاست‌های گوگل در رابطه با تهدیدات فیزیکی و تحریک به خشونت، در گوگل پلی در دسترس نبود، اما پس از موافقت با اعمال سیاست‌هایی علیه تحریک، در اکتبر ۲۰۲۲ تأیید شد. در ۱۵ مارس ۲۰۲۴، این پلتفرم از نظر محبوبیت در اپ استور اپل در رتبه ۳۸ برنامه‌های اجتماعی قرار داشت. در اکتبر ۲۰۲۳، شرکت سرمایه‌گذاری DWAC که برای تأمین مالی گروه رسانه و فناوری ترامپ تشکیل شده بود، اعلام کرد که ۱ میلیارد دلار سرمایه جذب شده را به سرمایه‌گذاران بازپرداخت می‌کند. در نوامبر ۲۰۲۳، مشخص شد که تروث سوشال از زمان تأسیس حداقل ۳۱٫۵ میلیون دلار زیان انباشته داشته است. در مارس ۲۰۲۴، سهامداران DWAC به ادغام با گروه رسانه و فناوری ترامپ رأی دادند و شرکت ادغام شده با نماد DJT در بورس نزدک معامله می‌شود. در می ۲۰۲۴، گروه رسانه و فناوری ترامپ زیان ۳۲۷٫۶ میلیون دلاری و درآمد ۷۷۰ هزار دلاری را برای سه‌ماهه اول ۲۰۲۴ گزارش کرد که بیشتر این زیان ناشی از عمومی شدن شرکت بود.
دونالد ترامپ، ۴۷اٌمین رئیس‌جمهور ایالات متحده آمریکا، بیشتر اطلاع‌رسانی‌های مهم خود را شخصاً از طریق پست‌های خود در این شبکهٔ اجتماعی به اطلاع عموم می‌رساند. ترامپ خبر حملات به تاسیسات هسته‌ای ایران را از طریق شبکه اجتماعی تروت سوشال اعلام کرد و آن را «حمله‌ای بسیار موفق» توصیف نمود. همچنین از طریق این شبکه از توافق آتش‌بس میان اسرائیل و جمهوری اسلامی خبر داد.

## پیش زمینه
دونالد ترامپ، رئیس‌جمهور ایالات متحده، پس از آن‌که در سال ۲۰۲۱ پس از حمله ۶ ژانویه به ساختمان کنگره ایالات متحده آمریکا از توئیتر و فیس‌بوک منع شد، اعلام کرد که قصد دارد شبکه اجتماعی خود را ایجاد کند.
تأسیس شرکت مادر تروث سوشال، یعنی گروه رسانه و فناوری ترامپ (TMTG)، طبق گزارش رویترز، عمدتاً توسط دو نفر از بازیگران برنامه تلویزیونی ترامپ، کارآموز (برنامه تلویزیونی)، به نام‌های وس ماس و اندی لیتینسکی صورت گرفته است. آن‌ها ظاهراً در ژانویه ۲۰۲۱ ایده یک شبکه اجتماعی را به ترامپ پیشنهاد داده بودند.
برای اینکه این شرکت به یک شرکت سهامی عام تبدیل شود، یک شرکت با هدف ویژه (SPAC) به نام Digital World Acquisition Corp (DWAC) با کمک ARC Capital، یک شرکت شانگهای‌محور که در لیست کردن شرکت‌های چینی در بازارهای سهام آمریکا تخصص دارد و قبلاً هدف تحقیقات SEC برای گمراه کردن شرکت‌های کاغذی بوده، ایجاد شد. ARC حداقل ۲ میلیون دلار نیز برای راه‌اندازی DWAC از طریق یک صندوق مستقر در سنگاپور تأمین مالی کرد. ارتباطات جهانی ARC Capital به رهبری بانکدار چینی آبراهام سینتا، از جمله دفاتر در شانگهای، ووهان، مکزیکوسیتی و جاکارتا را شامل می‌شد که بلومبرگ نیوز آن را «شگفت‌انگیز» توصیف کرد، با توجه به اظهارات ترامپ در مورد کشورهای مختلف خارجی در دوران ریاست جمهوری. برخی سرمایه‌گذاران از اینکه پولشان برای تأمین مالی یک شرکت ترامپ استفاده می‌شود، شگفت‌زده شدند. مدیرعامل DWAC، پاتریک اورلاندو، یک سرمایه‌گذار مستقر در فلوریدا و تاجر سابق دویچه بانک، همچنین مدیرعامل شرکت ووهان‌محور Yunhong Holdings/Yunhong International بود که در منطقه آزاد مالی جزایر کیمن به ثبت رسیده بود. در یک پرونده SEC در اکتبر ۲۰۲۱، شرکت با هدف ویژه Yunhong International هدف خود را «استفاده از فرصت‌های رو به رشد ایجاد شده توسط کسب‌وکارهای سبک زندگی/مصرف‌کننده که عملیات اصلی آنها در آسیا است» بیان کرد. یون‌هونگ در دسامبر ۲۰۲۱ منحل شد، در حالی که حامیان آن در سرمایه‌گذاری DWAC و تروث سوشال دخیل ماندند. یکی دیگر از حامیان سرمایه‌گذاری رسانه اجتماعی ترامپ که مدیر مالی Digital World Acquisition شد، قانون‌گذار برزیلی لوئیز فیلیپ اورلئانز-براگانزا، یک سلطنت‌طلب متحد با ژائیر بولسونارو بود.
در اکتبر ۲۰۲۱، گروه رسانه و فناوری ترامپ سندی را منتشر کرد که پلتفرم تروث سوشال را تشریح می‌کرد و به نظرسنجی اشاره داشت که یک سوم جمعیت آمریکا اعلام کرده بودند از یک پلتفرم رسانه اجتماعی مورد تأیید ترامپ استفاده خواهند کرد. در ۲۰ اکتبر، گروه رسانه و فناوری ترامپ یک بیانیه مطبوعاتی منتشر کرد که اعلام می‌کرد این پلتفرم در «سه‌ماهه اول ۲۰۲۲» به صورت عمومی راه‌اندازی خواهد شد. قرار بود در نوامبر ۲۰۲۱ وارد فاز بتای محدود برای iOS اپل شود و اگرچه این برنامه را برای آزمایش بتا برآورده نکرد، ترامپ در دسامبر ۲۰۲۱ ادعا کرد که «مهمانان دعوت‌شده» از سیستم بتا استفاده می‌کردند. ساعاتی پس از بیانیه مطبوعاتی، فردی که خود را عضوی از گروه هکری انانیموس معرفی کرد، با استفاده از Shodan دامنه‌های مربوط به شرکت را کشف کرد و در نهایت آنچه به نظر می‌رسید نسخه بتای عمومی موبایل سرویس باشد را پیدا کرد. URL که به کاربران امکان ثبت‌نام و استفاده از پلتفرم را می‌داد، در سراسر رسانه‌های اجتماعی فاش شد. کاربران شروع به شوخی، ایجاد حساب‌های تقلبی و ارسال مطالب طنز و میم کردند. کاربران توانستند با نام‌های کاربری افراد سرشناس از جمله ترامپ، مایک پنس و جک دورسی ثبت‌نام کنند. این لینک بعداً از دسترس خارج شد.
طبق گزارش گاردین، در دسامبر ۲۰۲۱، دو وام به مبلغ ۸ میلیون دلار از نهادهای نامشخص مرتبط با پوتین به Trump Media پرداخت شد، در حالی که شرکت «در آستانه فروپاشی» بود. ۲ میلیون دلار توسط Paxum Bank پرداخت شد که بخشی از آن متعلق به آنتون پستولنیکوف، از بستگان الکساندر اسمیرنوف، یک مقام سابق دولت روسیه است که اکنون شرکت دریانوردی روسی Rosmorport را اداره می‌کند. ۶ میلیون دلار توسط یک نهاد ظاهراً جداگانه، ES Family Trust، پرداخت شد که مدیر آن در همان زمان مدیر Paxum Bank بود. تا مارس ۲۰۲۳، دادستان‌ها در دادستانی ایالات متحده برای منطقه جنوبی نیویورک در حال تحقیق در مورد این ارتباطات روسی بودند. واشینگتن پست گزارش داد که Trump Media ۲۴۰ هزار دلار هزینه کارگزاری به عنوان بخشی از این ترتیب پرداخت کرده است که ظاهراً به طرفی مرتبط با Digital World بوده است. طبق گزارش واشینگتن پست، تحقیقات فدرال در مورد سرمایه‌گذاران DWAC کشف کرد که یک سرمایه‌گذار ثروتمند در این شرکت ظاهراً با تلاش‌ها برای انتقال دارایی‌ها از روسیه، اوکراین و چین به کارائیب و سایر واسطه‌ها مانند هنگ کنگ، بریتانیا و بلیز ارتباط داشته است.
نیویورک تایمز تروث سوشال را افزوده‌ای به پلتفرم‌های آلت-تک موجود توصیف کرد. جیمز کلیتون، خبرنگار بی‌بی‌سی، اظهار داشت که این پلتفرم می‌تواند نسخه موفق‌تری از سایر پلتفرم‌های رسانه اجتماعی آلت-تک مانند پارلر و گاب باشد و تلاشی از سوی ترامپ برای بازپس‌گیری «بلندگوی» خود است. جیسون میلر، مدیرعامل گتر و مشاور سابق ترامپ، تروث سوشال را ستود و گفت این پلتفرم باعث خواهد شد فیس‌بوک و توییتر «سهم بازار بیشتری را از دست بدهند». گاب در بیانیه‌ای اعلام کرد که از تروث سوشال حمایت می‌کند و کاربران گاب می‌توانند ترامپ را در حساب رزرو شده گاب خود دنبال کنند.
در میان واکنش‌های انتقادی، کریس سیلیزا از CNN نوشت که این پلتفرم محکوم به شکست است. نوآ برلاتسکی، در نشریه ایندیپندنت، آن را «تهدیدی بالقوه برای دموکراسی» توصیف کرد. نشریه فوروارد نگرانی‌هایی را در مورد برجسته شدن یهودستیزی در این پلتفرم مطرح کرد و اشاره کرد که پلتفرم‌های مشابه به میزبانی محتوای یهودستیزانه، مانند پارلر، گاب و تلگرام، معروف شده‌اند. رولینگ استون مشاهده کرد که در حالی که تروث سوشال قول یک پلتفرم باز و آزاد را می‌دهد، شرایط خدمات تروث سوشال شامل بندی است که بیان می‌کند کاربران نمی‌توانند به خدمات توهین کنند. نیویورک تایمز در مورد اینکه آیا تروث سوشال قادر به رقابت مؤثر با خدمات رقیب خواهد بود یا خیر، ابراز تردید کرد.

## بازخوردها
جیمز کلیتون، روزنامه‌نگار بی‌بی‌سی اظهار داشت که این پلتفرم می‌تواند نسخه موفق‌تری از دیگر رسانه‌های اجتماعی جایگزین مانند پارلر و گب باشد و تلاشی از سوی ترامپ برای پس گرفتن «بلندگویش» است. کریس سیلیزا از سی‌ان‌ان نوشت که این پلتفرم محکوم به شکست است.
آیریش تایمز پیرامون شباهت نام تروث سوشال و پراودا (به معنای حقیقت/Truth) روزنامه رسمی حزب کمونیست شوروی نوشته است. نوح برلاتسکی در ایندیپندنت آن را تهدیدی بالقوه برای دموکراسی توصیف کرده.
رولینگ استون می‌گوید درحالی که تروث سوشال وعده یک پلتفرم باز و آزاد را می‌دهد، شرایط خدمات تروث سوشال شامل بندی است مبنی بر اینکه کاربران نمی‌توانند سایت را تحقیر کنند.
جیسون میلر مدیر عامل گیتر، مشاور سابق ترامپ، از تروث سوشال ستایش کرد و گفت این پلتفرم باعث کاهش بیشتر سهم فیسبوک و توئیتر از بازار خواهد شد.